# 関谷マコト
関谷 マコト（せきや まこと、1970年11月11日 - ）はグラフィックデザイナー、演劇プロデューサー、ゲームクリエイター。

## 経歴
栃木県出身。神奈川県相模原市在住。
広告デザイン、ラジオCM、テレビCMなどの制作を経て、映像制作を主体とするカシオエンターテインメントに2007年入社。同社解散後2011年3月ILCAに入社。

## 仕事実績

### アニメ
- Halo Legends The Package（2010年）‐ プロデューサー
- メルセデスベンツ『NEXT A-Class』（2012年）‐ CGプロデューサー
- 超速変形ジャイロゼッター（2012年）‐ CGプロデューサー
- ラブライブ!  第2期（2014年）‐ CGプロデューサー （9話・12話・13話）
- ガンダムフロント東京「DOME-G」（2014年）‐ CGプロデューサー
- ラブライブ!The School Idol Movie（2015年）- CGプロデューサー

### テレビ番組
- 実在性ミリオンアーサー（2014年） - 3DCGモデルプロデューサー[1]

### ゲーム
- PS3『DRAG-ON DRAGOON 3』（2013年） - 特典ディスクプロデューサー
- PS4 XBOX Steam『ニーア オートマタ』（2017年） - PV制作プロデューサー、追加DLコンテンツ制作プロデューサー
- iOS Android『SINoALICE -シノアリス- 』（2017年） - プロモーションクリエイィブ監修
- PS4 XBOX Steam『エースコンバット7 スカイズ・アンノウン』（2019年） - シネマティクスプロデューサー
- PS4 Steam『アイドルマスター　スターリットシーズン』 /（2021年） - 企画協力
- iOS Android『トワツガイ』（2022年） - アートディレクター

### スマートフォンアプリ
- iOS Android『Domino's App feat. 初音ミク』ドミノ・ピザ（2013年）-  CGプロデューサー
- iOS Android『三菱自動車×ガールズ&パンツァー 自動車道 三菱流』三菱自動車（2013年） -  CGプロデューサー

### 舞台
- 舞台 少年ヨルハ Ver1.0（2018年2月） - プロデューサー
- 音楽劇 ヨルハ Ver1.2（2018年3月） - プロデューサー
- 君死ニタマフ事ナカレ 零 改（2018年12月） - プロデューサー
- 舞台プロジェクト東京ドールズ（第1期）2019年2月） - プロデューサー
- ヨルハ Ver1.3a（2019年7月） - プロデューサー
- ヨルハ Ver1.3aa（2020年3月無観客公演配信） - プロデューサー
- 舞台少女ヨルハ Ver1.1a（2020年12月） - プロデューサー
- 舞台 プロジェクト東京ドールズ THE GARDEN（第2期）／舞台プロジェクト東京ドールズ SKY TOWER（第3期）（2021年2月） - プロデューサー
- 舞台 爆剣 〜幕府御前死合〜（2021年3月） - プロデューサー
- 舞台 爆剣 〜東京転生死合〜（2022年2月） - プロデューサー
- 舞台 爆剣 〜東京転生死合・再戦〜（2023年3月） - プロデューサー
- 舞台 トワツガイ（2023年6月） - ビジュアルデザイン監修
- 舞台 爆剣 〜帝国幻想兵団〜（2024年12月） - プロデューサー

### 映像・コンサート
- 人形達ノ記憶 NieR Music Concert（2017年） - プロデューサー
- NieR Orchestra Concert 12018（2018年） - 映像プロデューサー
- NieR:Automata FAN FESTIVAL 12022　壊レタ五年間ノ声（2022年） - 制作プロデューサー